# На межі світів
«На межі світів» (швед. Gräns) — шведсько-данський фантастичний романтичний фільм 2018 року іранського режисера Алі Аббасі. Екранізація однойменної новели шведського письменника Юна Айвіде Ліндквіста. Стрічка отримала нагороду «Особливий погляд» Каннського кінофестивалю 2018. Фільм обраний претендентом на премію «Оскар» 2018 за найкращий фільм іноземною мовою від Швеції.

## Сюжет
Тіна працює на шведській митниці. У неї некрасива, відштовхуюча зовнішність, але жінка володіє унікальною здатністю — вона відчуває запах емоцій. Це допомагає їй у роботі: вона відчуває коли людина нервується, злякана або засмучена. Вона завжди знала, що відрізняється від решти людей. Якось на митниці Тіна зустрічає дивного чоловіка на ім'я Воре. У нього подібне з нею обличчя, комплектація, рухи і, що найдивніше, Тіна не може відчути запах його емоцій. Після ближчого знайомства Воре допоможе Тіні зрозуміти хто ж вона насправді.

## Ролі
| Актор             | Роль   |
| ----------------- | ------ |
| Єва Меландер      | Тіна   |
| Ееро Мілонофф     | Воде   |
| Йорген Торссон    | Роланд |
| Віктор Акерблом   | Ульф   |
| Ракель Вермлендер | Тереза |
| Анн Петрен        | Агнета |
| Матті Боустед     | Томас  |

## Нагороди та номінації
| Список нагород та номінацій | Список нагород та номінацій | Список нагород та номінацій  | Список нагород та номінацій                     | Список нагород та номінацій | Список нагород та номінацій |
| Кінофестиваль/Кінопремія    | Рік                         | Категорія                    | Номінант(и)                                     | Результат                   | Дж                          |
| --------------------------- | --------------------------- | ---------------------------- | ----------------------------------------------- | --------------------------- | --------------------------- |
| Європейський кіноприз       | 15.12.2018                  | Найкращий європейський фільм | На межі світів                                  | Номінація                   | [ 5 ]                       |
| Європейський кіноприз       | 15.12.2018                  | Найкращий режисер            | Алі Аббасі                                      | Номінація                   | [ 5 ]                       |
| Європейський кіноприз       | 15.12.2018                  | Найкраща акторка             | Єва Меландер                                    | Номінація                   | [ 5 ]                       |
| Європейський кіноприз       | 15.12.2018                  | Найкращий сценарист          | Алі Аббасі, Ізабелла Еклеф, Юн Айвіде Ліндквіст | Номінація                   | [ 5 ]                       |
| Європейський кіноприз       | 15.12.2018                  | Найкращі спецефекти          | Пітер Хьорт                                     | Перемога                    |                             |
| Премія «Оскар»              | 24.02.2019                  | Найкращий грим та зачіски    | Йоран Лундстрем та Памела Голдаммер             | Номінація                   | [ 6 ]                       |